# Paragus asiaticus
Paragus asiaticus är en tvåvingeart som beskrevs av Peck 1979. Paragus asiaticus ingår i släktet stäppblomflugor, och familjen blomflugor.
Artens utbredningsområde är Mongoliet. Inga underarter finns listade i Catalogue of Life.